# 二中歴
『二中歴』（にちゅうれき）は、鎌倉時代初期に成立したとされる事典である。
その内容は、平安時代後期に成立した「掌中歴（しょうちゅうれき）」と「懐中歴（かいちゅうれき）」の内容をあわせて編集したものとされている。現代では「掌中歴」の一部が現存するのみとなっており、二中歴がこれらの存在を知る手がかりとなっている。
掌中歴と懐中歴は三善為康（1049-1139）の手による、平安時代後期のものと推定されているが、二中歴の編纂が誰によるものであるかは不明である。現代には尊経閣文庫本と呼ばれる、加賀・前田家に伝わる古写本が残されているのみで、これは鎌倉時代後期から室町時代にかけての、後醍醐天皇のころに作られたと考えられている。「掌中歴」の序文には源為憲『口遊』の内容が充分でないので新たに編纂したと記されている。
尊経閣文庫本には順徳天皇の御代に編纂されたとあり、1210年-1221年頃の成立であると考えられている。

## 構成
- 第一：神代 人代 后宮 女院 公卿 侍中
- 第二：年代 儒職 官局 都督 廷尉 循吏 酷吏 諸司 祭主
- 第三：仏聖 大仏 造仏 教法 仏具 法用 祖師
- 第四：僧職 座主 僧数 法場
- 第五：乾象 方隅 八卦 属星 歳時 年歯 行年 閏月 日計
- 第六：坤儀 関路 諸国 請印
- 第七：官職 官名 叙位 除目 年官 公文 計
- 第八：儀式 礼儀 勅使 供膳 産所 宝貨 畜産 刑法 鑑誡
- 第九：医方 呪術 怪異 種族 姓尸 名字
- 第十：京兆 宮城 隣閭 名家 当任 諸国
- 第十一：経史 倭書
- 第十二：詩人 登省 倭歌 詩草 切韻 書詩 書体 訳言
- 第十三：芸能 一能 博棋 名人 名物 十列

## 古代年号の記述
日本で最初の年号は645年の大化であるというのが通説であるが、『二中歴』第二の年代歴にはこれより古い年号の記述がある。これらの元号は単なる言い伝えであり、実際には存在しなかったとも読める記述も同時に見られるが、日本各地の古い寺院や神社などで由緒を説明するのに用いられたりしている。古代の元号が存在したかどうかは議論が続いている。また、古田武彦はこれらを九州年号だと主張しているが、査読を経た論文は存在しない。

## 内容

### 日本地図
第十の末に、京都から他の国に至る道を示した、拾芥抄のものに比べて原始的な日本の地図が載せられている。

### 外国語
第十二の訳言歴に、高麗語、貴賀国語、天竺語(梵語)、波斯国語の数の1から10までをカタカナで記している。誤りが多いが、ハングル発明以前の朝鮮語を表音文字で記した貴重な資料となっている。

### ボードゲーム
第十三の博棋歴には平安時代に遊ばれたと見られる大小2種の将棋について記されており、現代では平安将棋および平安大将棋と呼ばれている。
囲碁と雙六についての記述では「名人」の表記が登場する。

### パズル
第十三の博棋歴には、上記の将棋に関する記述の直後に「後子立」と題して、「二一三五二二四一一三一二二一」と「一一三二一三二二三二」の2つの数列が記されている。ままこ立てで立たせる人数を記したもので、前者は継子・実子各15人の場合、後者は各10人の場合である。それに続けて「十五立」と題して「六七二一五九八三四」の数列が見えるが、これは3×3の魔方陣を記したものである。

## 関連書籍
- 二中歴1 第一～第四（尊経閣善本影印集成）ISBN 4-8406-2314-7
- 二中歴2 第五～第十（尊経閣善本影印集成）ISBN 4-8406-2315-5
- 二中歴3 第十一～第十三（尊経閣善本影印集成）ISBN 4-8406-2316-3